# Economía de Bielorrusia
La economía de Bielorrusia ha mantenido en los últimos tres años, tasas de crecimiento por encima del 6%, la población por debajo del nivel de pobreza y fuerte dependencia económica de Rusia debido a la pertenencia durante muchos años a la Unión Soviética y a la especialización productiva que realizaban las economías centralizadas. 
El país también tiene una amplia base agrícola y un alto nivel educativo.

## Historia

Evolución histórica del PIB real per cápita en Bielorrusia

Del tiempo que perteneció a la Unión Soviética mantiene una importante estructura industrial y una agricultura desarrollada, así como un nivel de formación alto. Actualmente el 80% de las empresas industriales están en poder del Estado.
Las reformas económicas iniciadas en 1995 no han conseguido abrir los mercados ni permite la suficiente captación de capitales extranjeros, las reformas produjeron que la producción industrial bruta disminuyó un 19 por ciento. A principios de 1995, todos los sectores industriales habían disminuido la producción, incluida la extracción de combustible y energía (un 27% menos); refinación química y de petróleo (18 por ciento); metalurgia ferrosa (13 por ciento); construcción de máquinas y trabajo con metales (17 por ciento); producción de camiones (31 por ciento); producción de tractores (48 por ciento); industria ligera (33 por ciento); producción de madera, papel y pulpa (14 por ciento); materiales de construcción (32 por ciento); y bienes de consumo (16 por ciento)
El PIB de Bielorrusia creció un 9,9% en 2006 en 2007, el PIB creció un 8,2%. El PIB aumentó aún más en 2008 en un 10%. 
El análisis de la inversión extranjera directa en Bielorrusia entre 2002 y 2007 muestra que casi el 80% de la IED se destinó al sector de servicios , mientras que las preocupaciones industriales representaron el 20%. La IED agrícola fue miserable
En el sector de la minería y los recursos naturales, dispone de abundante carbón y bosques que cubren un tercio del país, con lo que la industria maderera es floreciente. En agricultura destaca la explotación de los productos propios de la zona central europea como la patata, el trigo, la avena, el centeno y la remolacha. El ganado es fundamentalmente vacuno.
Las importaciones de petróleo y otros combustibles centran el comercio con Rusia. La producción y exportación de maquinaria, como tractores, herramientas, equipos agrícolas y fertilizantes tienen un importante peso económico.
El Banco mundial estima la tasa de desempleo en Bielorrusia al 0,5 % en 2015.
DATOS ECONÓMICOS BÁSICOS de Bielorrusia.
- PIB - Producto Interior Bruto (2015): 55.000 millones de $ USA.[5]
- Paridad de poder adquisitivo (2018): 168.288 millones de $ USA.[6]
- PIB - Per capita: 6.280 $ USA.[7]
- Paridad del poder adquisitivo Per cápita (2017): 17.500 $ USA.[8]
- Inflación media anual (2005): 10,3%.
- Deuda externa aprox. (2003): 910 millones de $ USA.
- Reservas (2004): 828 millones de  $ USA.
- Importaciones (2005): 16.950 millones de $ USA.

- Principales países proveedores: Rusia, Alemania y Polonia.
- Principales productos de importación: Minerales, maquinaria y productos químicos.

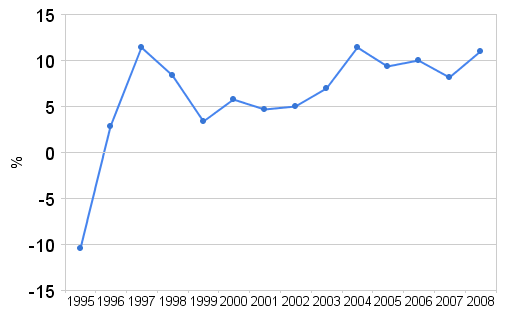
Imagen que muestra el crecimiento del PIB de Bielorrusia desde 1995 y la estimación para 2008

- Exportaciones (2005): 16.150 millones de $ USA.

- Principales países clientes: Rusia, Ucrania, Polonia y Reino Unido.
- Principales productos de exportación: Material de transporte, productos químicos, productos mineros y alimentos.

Estructura del PIB en 2003:
Distribución por sectores económicos del PIB total:
Agricultura, Silvicultura y Pesca: 10%.
Industriay construcción: 30%.
Industrias manufactureras y minería: N.D.
Sector servicios: 60%.
- Fuerza laboral (2019): 5,1 millones de personas.[9]
- Tasa de paro (2005): 1,6%.[10]
- Población por debajo del nivel de pobreza (2017): 5.9%.[11]

- (N.D.): No disponible.

## Comercio exterior
En 2020, el país fue el 68.º exportador más grande del mundo (US $ 22.5 mil millones en bienes, 0.1% del total mundial). En la suma de bienes y servicios exportados, alcanza los US $ 41,9 mil millones y ocupa el puesto 61 en el mundo. En términos de importaciones, en 2019, fue el 63.er mayor importador del mundo: US $ 31.600 millones.

## Sector primario

### Agricultura
Bielorrusia produjo en 2018:
- 5,8 millones de toneladas de patata (undécimo productor mundial);
- 4,8 millones de toneladas de remolacha azucarera, que sirve para producir azúcar y etanol;
- 1,8 millones de toneladas de trigo;
- 1,1 millones de toneladas de maíz;
- 1 millón de toneladas de triticale (tercer productor mundial, solo detrás de Polonia y Alemania);
- 944 mil toneladas de cebada;
- 700 mil toneladas de manzana (19.º productor mundial);
- 502 mil toneladas de centeno (quinto productor mundial);
- 456 mil toneladas de colza;
- 360 mil toneladas de repollo;
- 346 mil toneladas de verdura;
- 341 mil toneladas de avena (18.º productor mundial);
- 290 mil toneladas de zanahoria;
- 284 mil toneladas de tomate;
- 240 mil toneladas de frijoles;
- 226 mil toneladas de pepino;
- 215 mil toneladas de cebolla;

Además de producciones más pequeñas de otros productos agrícolas.

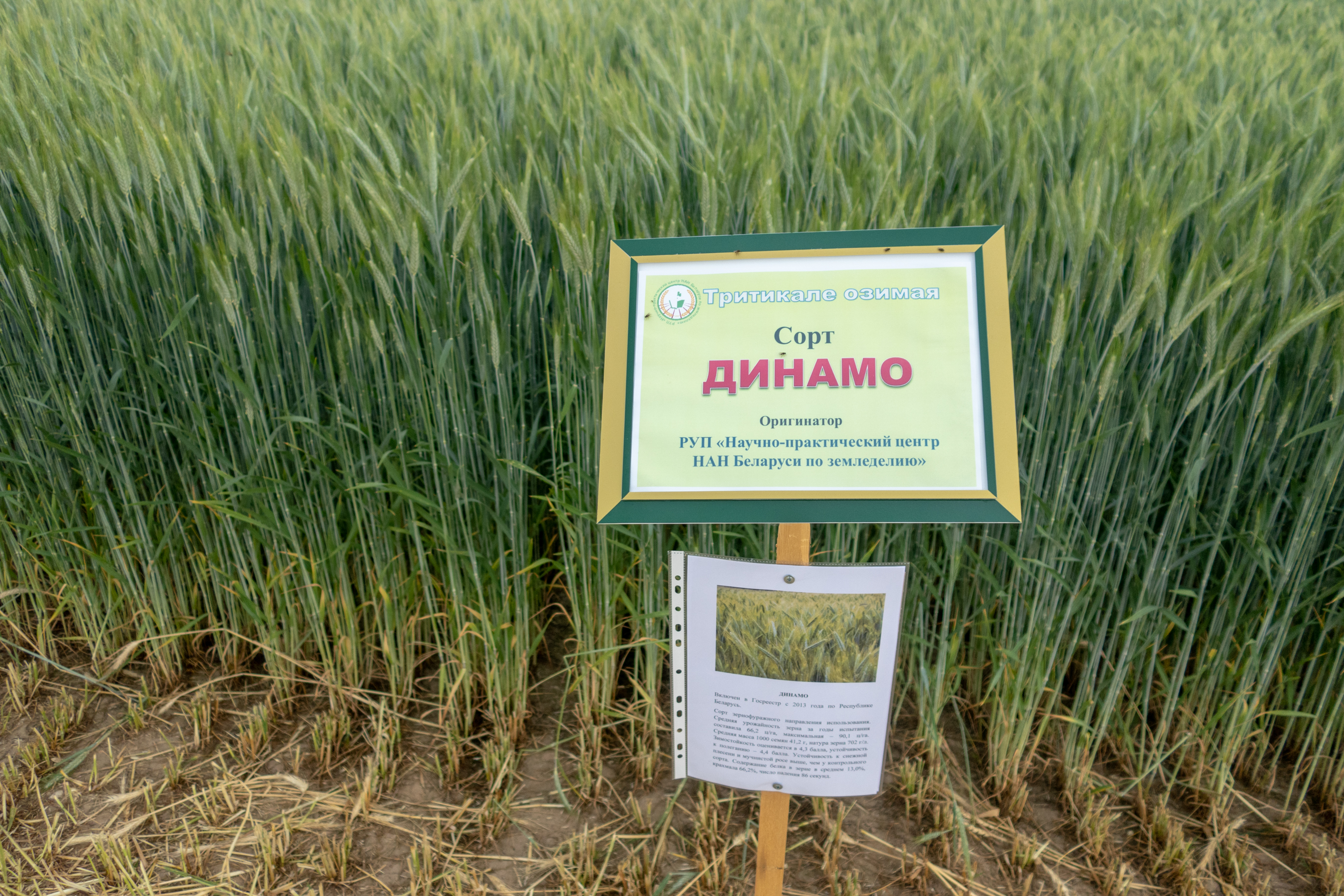
Triticale bielorrusso
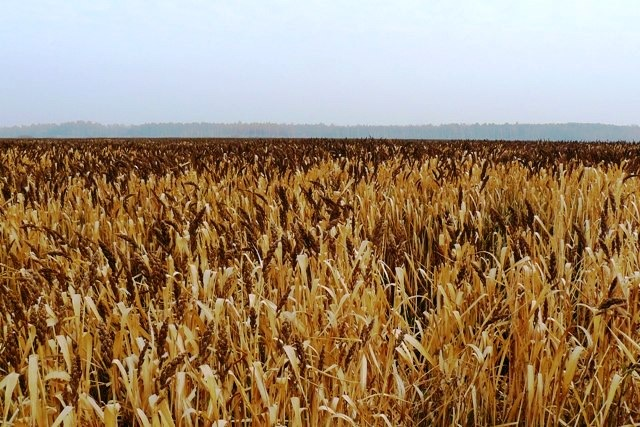
Plantación de centeno en Bielorrusia
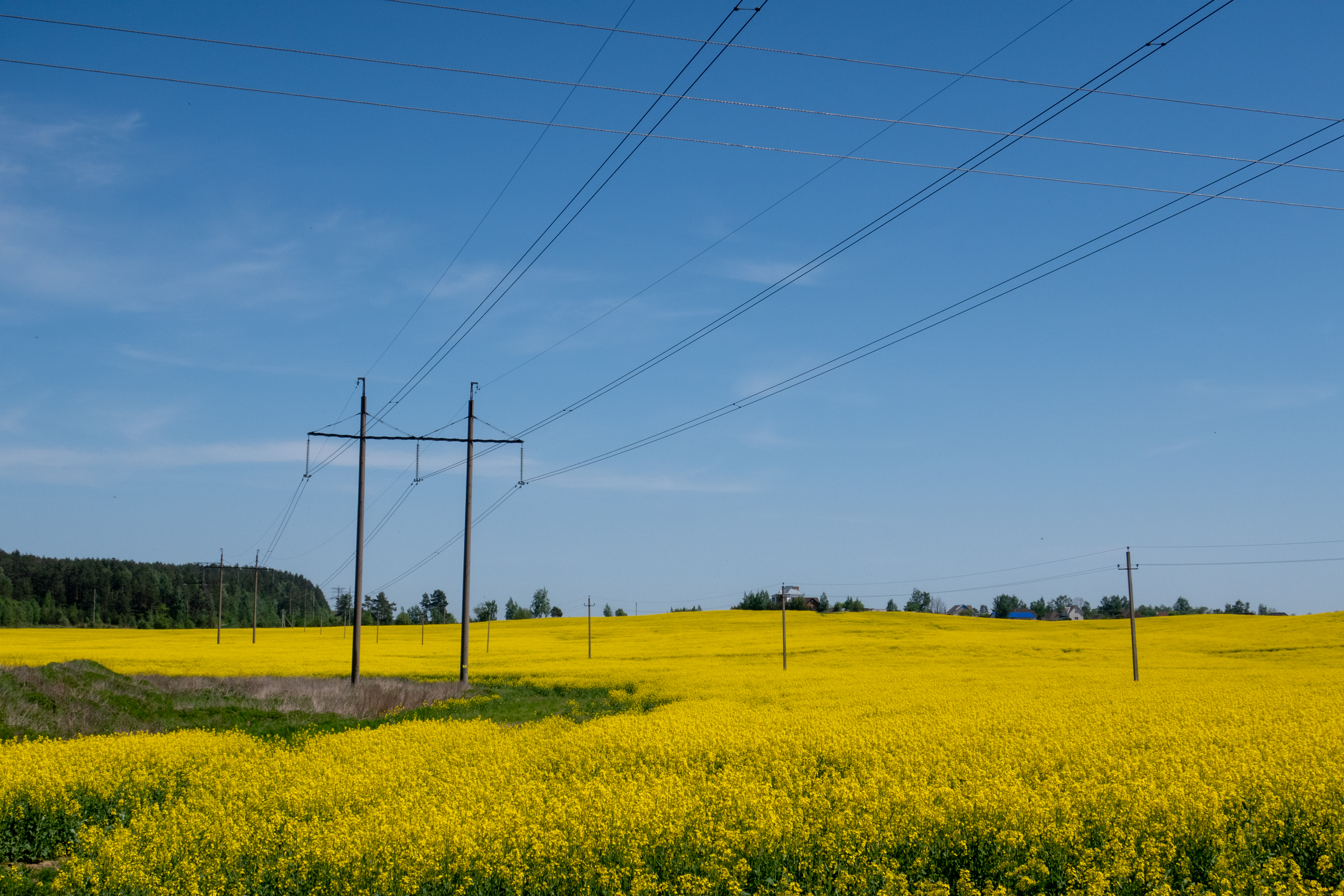
Colza en Minsk

### Ganadería

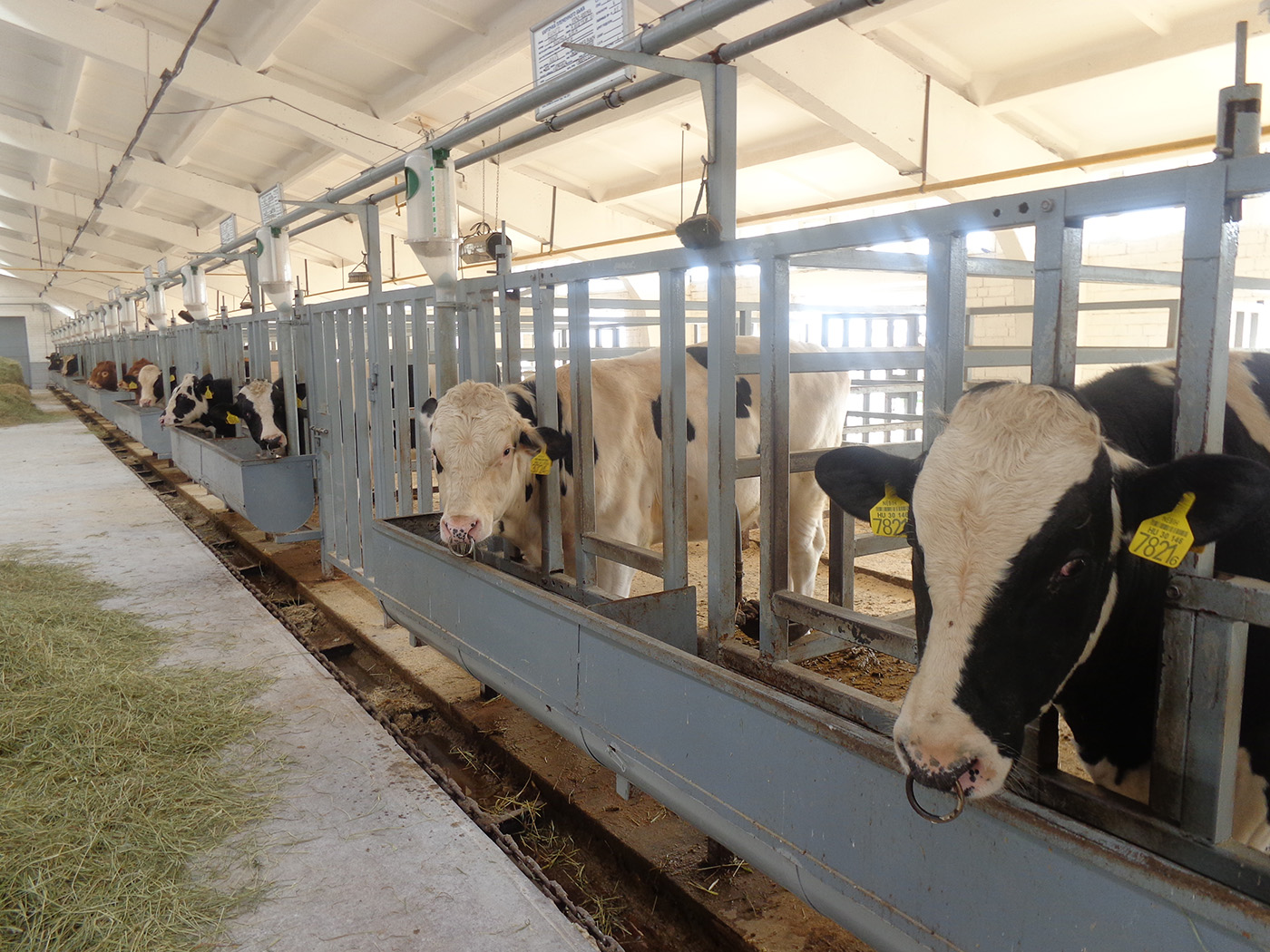
Ganado holandés en Bielorrusia.

En ganadería, Bielorrusia produjo, en 2019, 7,3 mil millones de litros de leche de vaca, 463 mil toneladas de carne de pollo, 382 mil toneladas de cerdo, 328 mil toneladas de carne de res, entre otros.

## Sector secundario

### Industria
El Banco Mundial enumera los principales países productores cada año, según el valor total de la producción. Según la lista de 2019, Bielorrusia tenía la 63.ª industria más valiosa del mundo ($ 13,4 mil millones).
En 2019, Bielorrusia fue el 43.º productor mundial de  vehículos en el mundo (30,4 mil) y el 40.º productor mundial de acero (2,7 millones de toneladas).

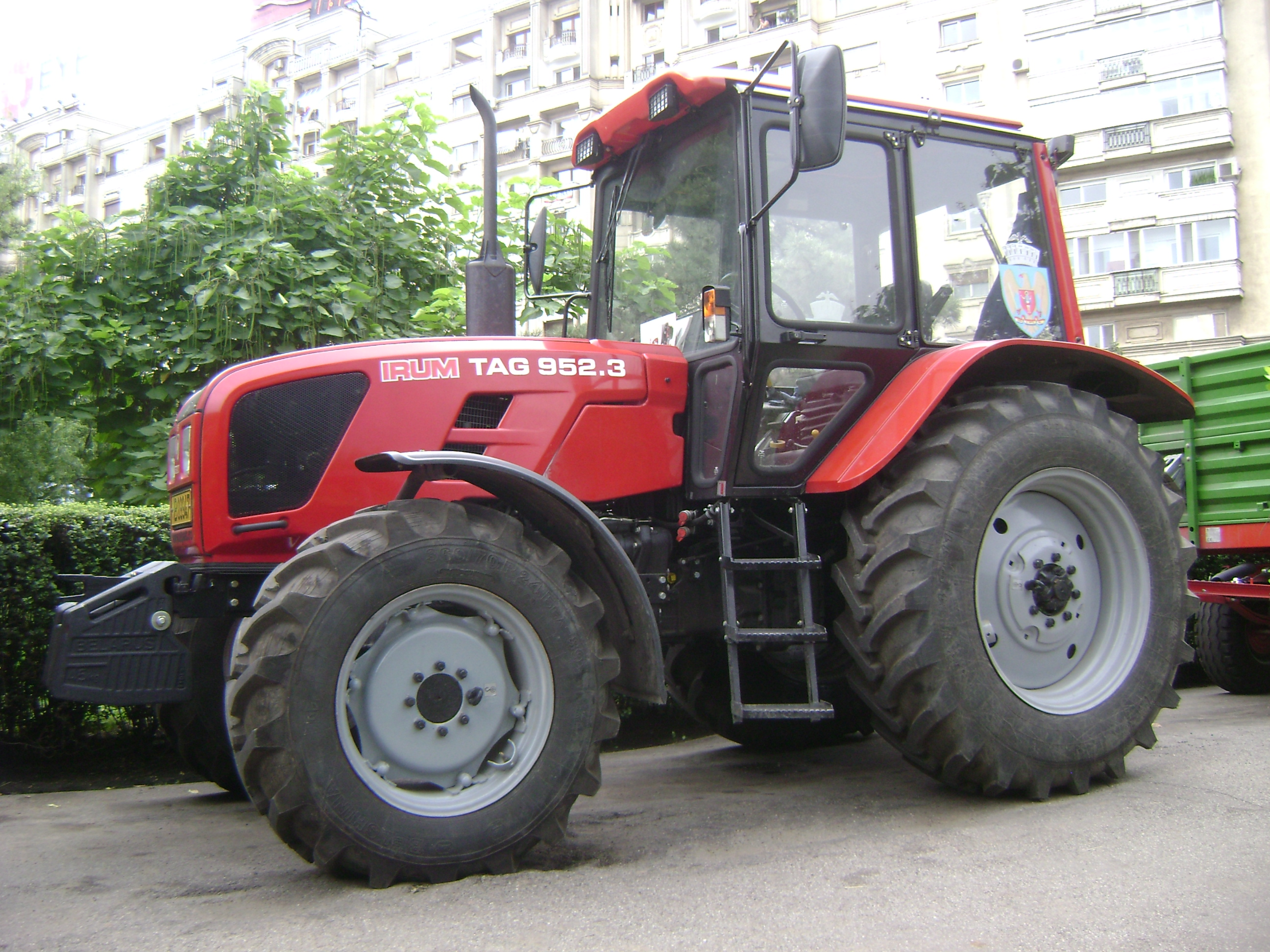
Tractor bielorruso
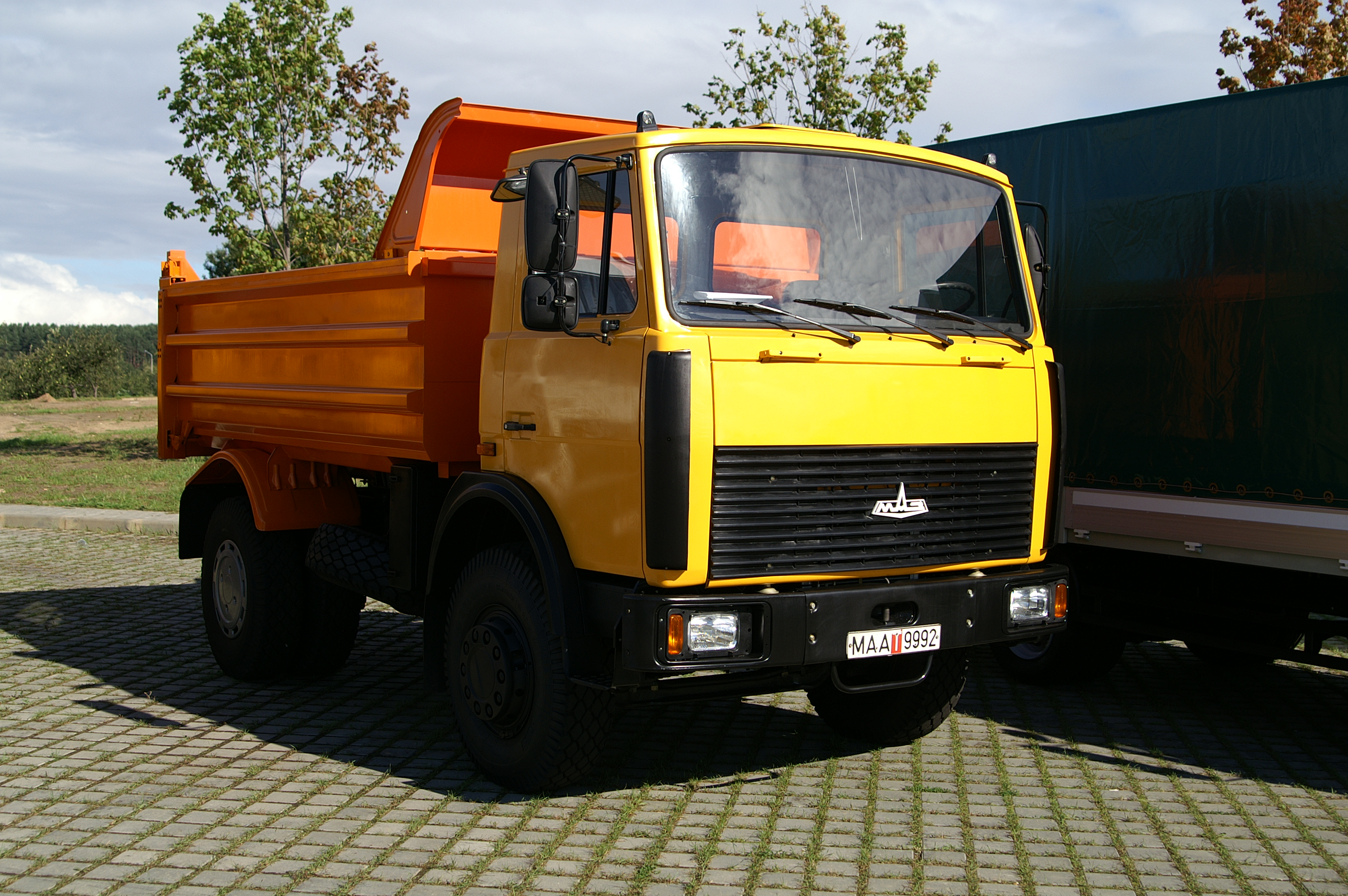
Camión de origen bielorruso

### Energía
En energías no renovables, en 2020, el país fue el 60.º productor mundial de petróleo, extrayendo 34,2 mil barriles / día. En 2019, el país consumió 189.700 barriles / día (el 58.º consumidor más grande del mundo). El país fue el 21.º mayor importador de petróleo del mundo en 2012 (433,4 mil barriles / día). En 2015, Bielorrusia fue el 88.º productor mundial de gas natural, con una producción casi nula. En 2019, el país fue el 39.º mayor consumidor de gas (19,3 mil millones de m³ por año) y fue el 17.º mayor importador de gas del mundo en 2009: 17,6 mil millones de m³ por año. El país no produce carbón.
En energías renovables, en 2020, Bielorrusia no produjo energía eólica, y fue el 67.º productor mundial de energía solar, con 0,15 GW de potencia instalada.

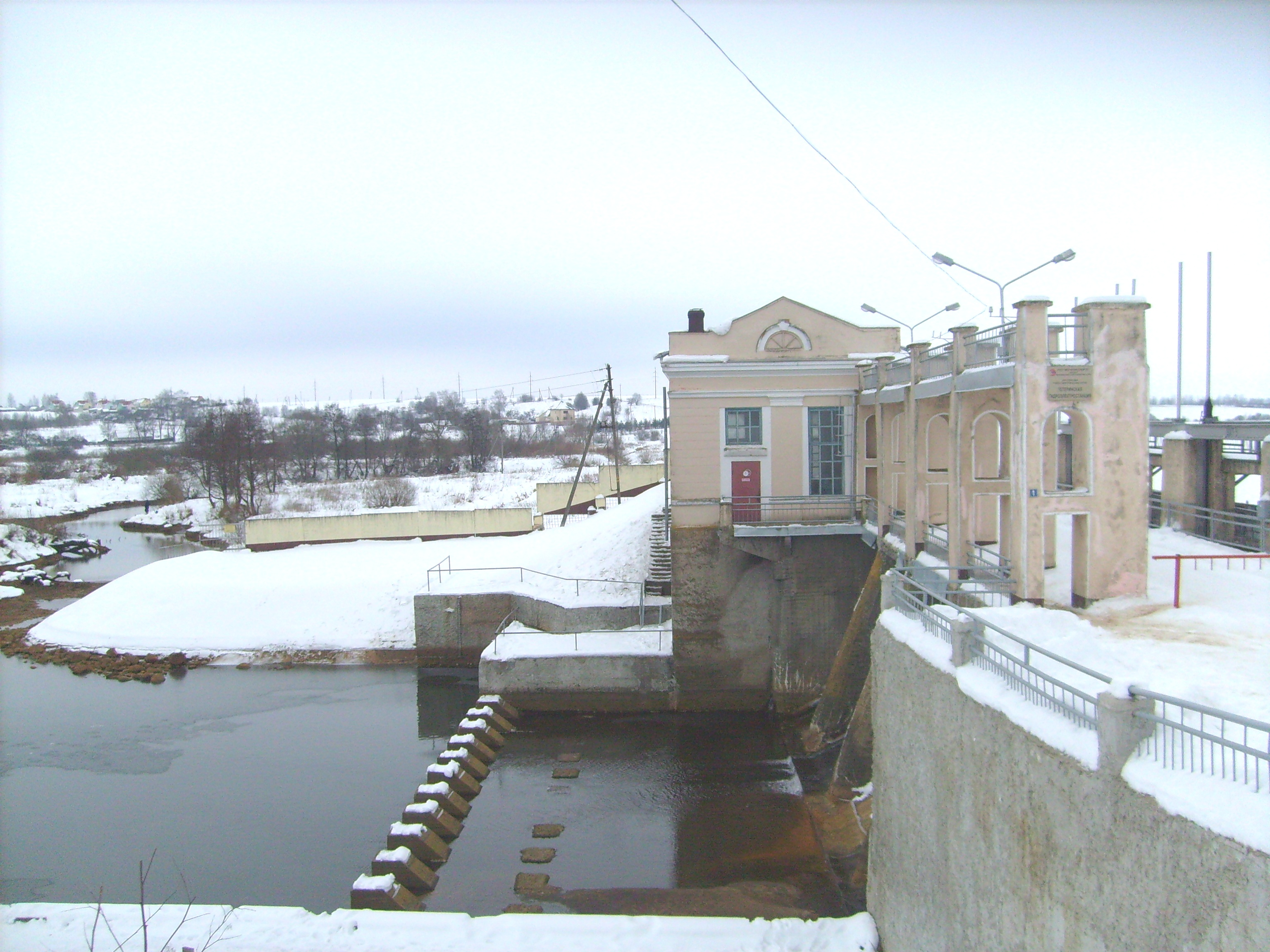
Hidroeléctrica Teterino
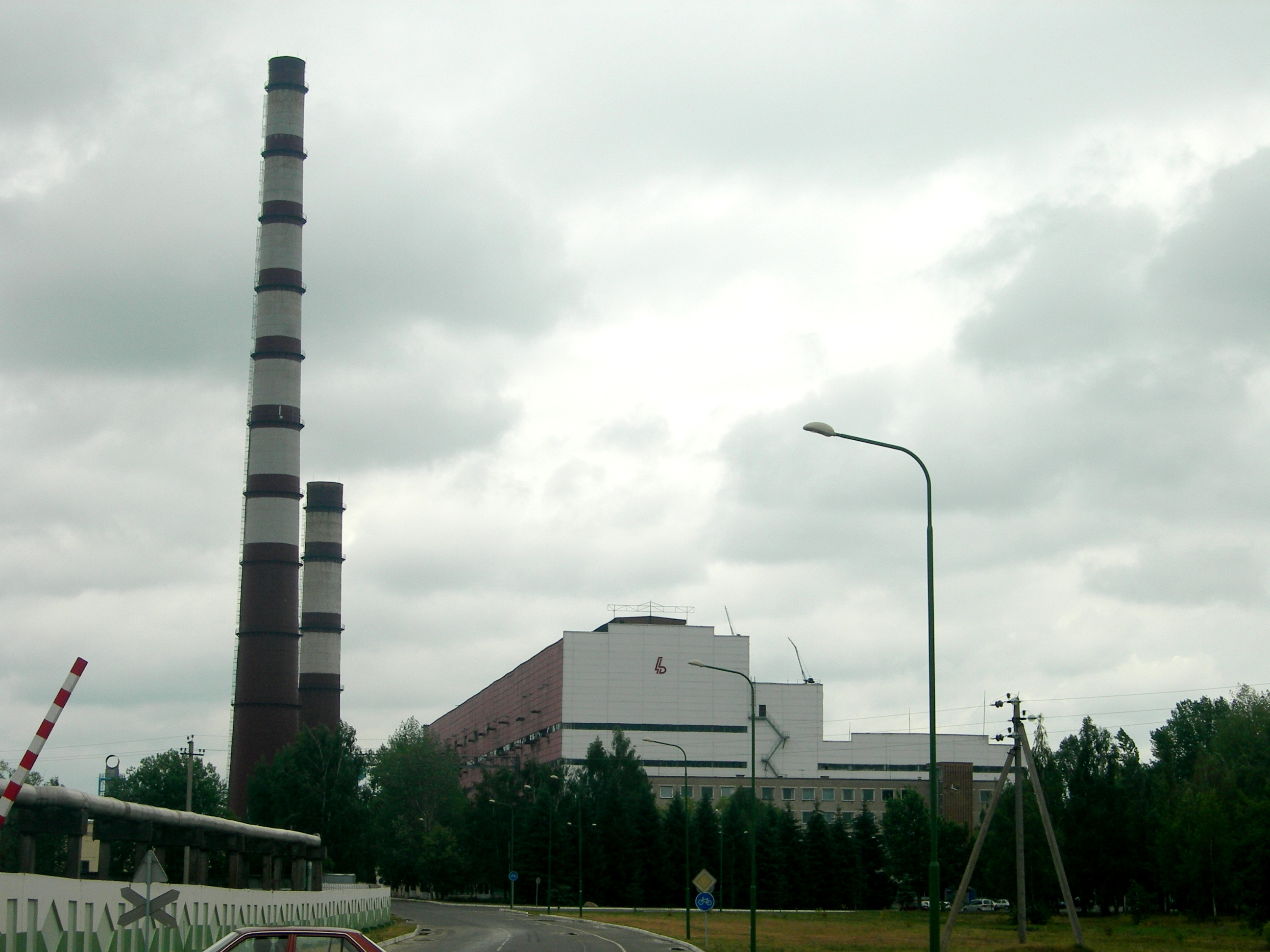
Central térmica bielorrusa
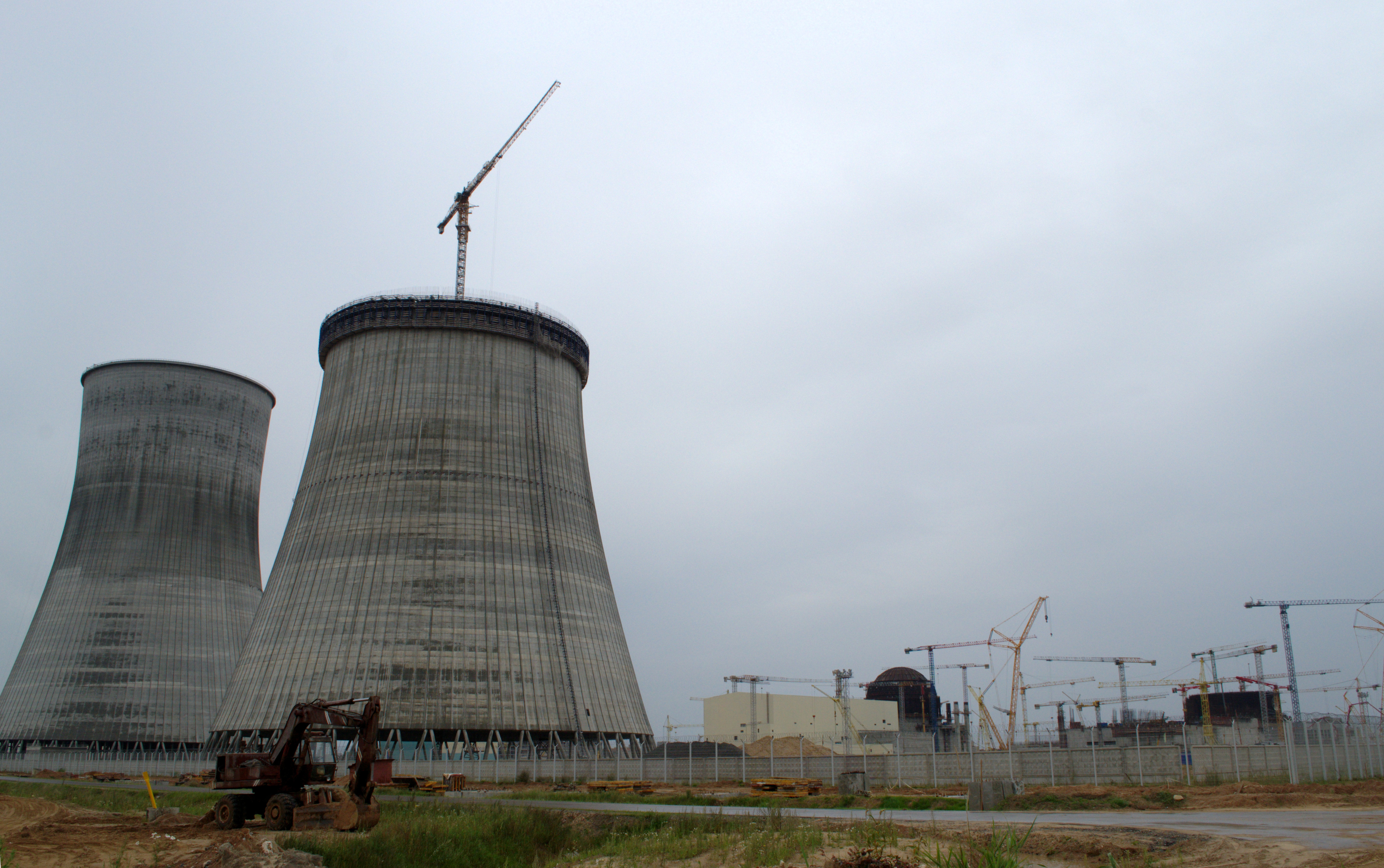
Planta de energía atómica en construcción
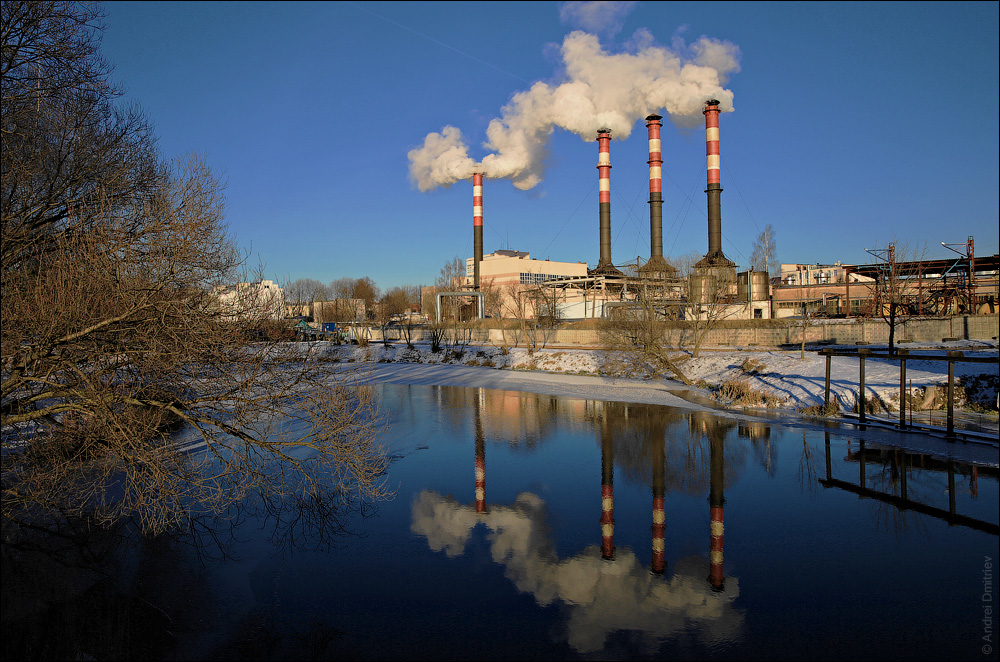
Planta de energía bielorrusa

### Minería

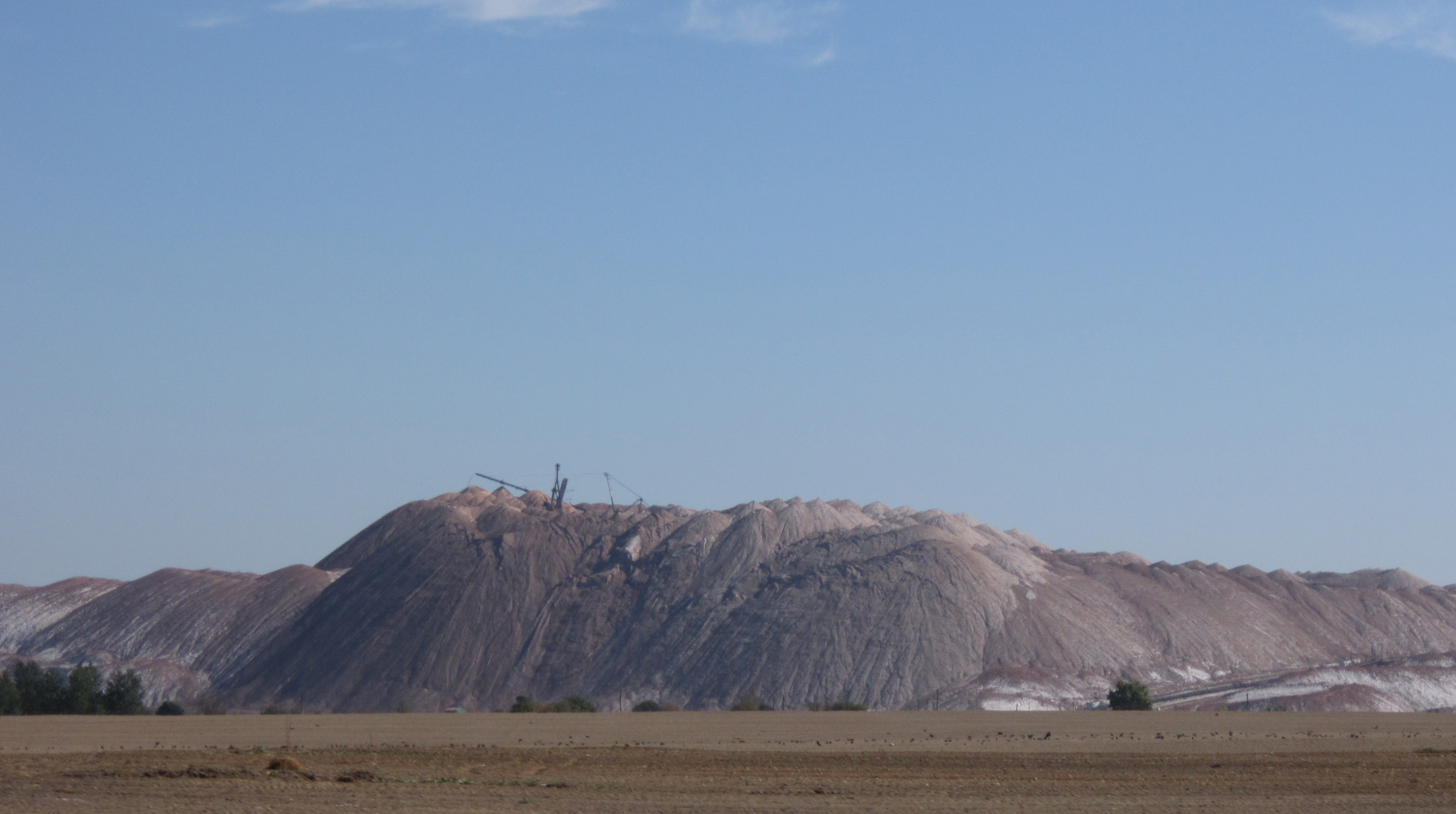
Mina de potasa bielorrusa.

En 2019, el país fue el segundo productor mundial de potasa, y el vigésimo productor mundial de  sal.

## Sector terciario

### Turismo
El turismo en Bielorrusia es pequeño. En 2018, recibió 2,1 millones de turistas internacionales. Los ingresos por turismo este año fueron de $ 0,8 mil millones.